# Landesschulinspektor
Landesschulinspektor ist eine Funktionsbezeichnung und ein Berufstitel für einen erfahrenen Pädagogen, der im Landesschulrat (Bundesdienststelle) mit der Ausübung der Aufsicht über die Schulen in einem österreichischen Bundesland befasst ist. Landesschulinspektoren gab es von 1866 bis 2018.

## Geschichte
In Österreich (siehe Bildungssystem in Österreich) war die Schulaufsicht bis 1849 in den Händen der römisch-katholischen Kirche. Nach der Revolution wurde nach dem Muster der Gymnasialreform 1849 das System erneuert.
Kaiser Franz Joseph I. ernannte erstmals Schulräte aus dem Bildungsbürgertum, etwa den Dichter Adalbert Stifter oder den Musikwissenschaftler Ludwig von Köchel. Nach der Niederlage in der Schlacht bei Königgrätz gegen Preußen (1866) wurde das Schulwesen neu organisiert und die Funktion des Landesschulinspektors eingeführt. An Stelle der bisherigen k.k. Schulräte treten die Landesschulinspektoren, welche auf Vorschlag des Ministers für Cultus und Unterricht durch den Kaiser ernannt werden. Als solche sind Männer zu ernennen, welche sich im öffentlichen Lehramt entweder auf der Wissenschaftlichen oder auf dem didaktisch-pädagogischen Gebiet erprobt haben. Bei der Bestellung derselben ist auf die Vertretung der zweifachen Wissensgruppe der Mittelschulen (der humanistischen und der realistischen), sowie auf die Vertretung der verschiedenen Unterrichtssprachen in den Volks- und Mittelschulen angemessene Rücksicht zu nehmen.
Mit der Einführung der Bildungsdirektionen und dem damit verbundenen  Qualitätsmanagement 2018 ist die Funktion des/der Landesschulinspektors/Landesschulinspektorin erloschen. Die Interessen der Landesschulinspektoren vertritt der Verein der österreichischen Landesschulinspektorinnen und Landesschulinspektoren (VÖLSI).

## Liste ausgewählter Landesschulinspektoren
Die folgende Liste enthält einige österreichische Landesschulinspektoren und Landesschulinspektorinnen, alphabetisch aufgelistet und mit Bundesland gekennzeichnet.
- Oskar Benda, W (1. Republik)
- Walter Besler, T
- Viktor Fadrus, W (1. Republik)
- Hermann Foppa, OÖ
- Anton Frisch, B
- Carl Furtmüller, W (1. Republik)
- Georg Graber, K
- Edwin Gräupl, S
- Georg Griessner, S
- Adolf Harwalik, St
- Franz Hofer, OÖ (1. Republik)
- Franz Hörburger, S (1. und 2. Republik)
- Valentin Inzko sen., K (Slowenisch)
- Renate Kanovsky-Wintermann, K
- Robert Kauer, Küstenland (Monarchie)
- Leopold Kogler, NÖ
- Rudolf Kolb, OÖ
- Ernst Koref, OÖ
- Adolf Lang, NÖ
- Fritz Lošek, NÖ
- Josef Maderner, K
- Johann Mandl, W
- Josef Marte, V
- Hubert Messenböck, OÖ
- Franz von Močnik, St (Monarchie)
- Alfred Nussbaumer, NÖ
- Tomaž Ogris, K (Slowenisch)
- Friedrich Peter, OÖ
- Robert Rada, NÖ
- Stephan Radinger, OÖ
- Hans Rödhammer, OÖ
- Hermann Schnell, W
- Christian Schneller, T (Monarchie)
- Rudolf Stemberger, T, V, S
- Hans Strigl, OÖ
- Hermann Tertsch, NÖ
- Friedrich Wolsegger, K, St